# 我活著的理由 (金賢重單曲)
《我活著的理由》是韓國人氣男子組合SS501隊長金賢重，於2013年6月6日生日之際由KEYEAST企劃、CJ E&M Music所發行的第二張個人韓語數位單曲。

## 概述
本作先於2013年1月21日透過新聞釋出發行訊息，並是演唱者金賢重繼2011年發行數位單曲《Marry me》後，時隔1年半再次推出的韓語數位單曲。爾後所屬KEYEAST透露金賢重雖於2012年將重心轉往日本卻仍掛心韓國歌迷，因此為感念廣大歌迷，最終於6月6日生日之際發行本作。故單曲主要表達的正是由於粉絲們不斷的支持，才有現在的金賢重，包含自己之所以存在全因廣大歌迷的支持和喜愛的感謝之意。

## 曲目
| 金賢重《我活著的理由》 | 金賢重《我活著的理由》         | 金賢重《我活著的理由》 | 金賢重《我活著的理由》 |
| 曲序                   | 曲目                           |                        | 时长                   |
| ---------------------- | ------------------------------ | ---------------------- | ---------------------- |
| 1.                     | 我活著的理由（나 살아있는 건） | KIM SEO JUNG           | 4:08                   |
| 2.                     | 我活著的理由（演奏版本）       |                        |                        |

### 曲目介紹
1. 我活著的理由
  - 是由自2011年金賢重推出首張個人迷你專輯《Break Down》以來持續參與金賢重相關專輯音樂創作的Kim ChangRak（韓語：김창락）擔任製作人與韓國知名搖滾團體〈Daybreak〉－Kim SunLl（韓語：김선일）、Jang Hyuk（韓語：장혁）、Jung JaePil（韓語：정재필）等韓國國內音樂工作者共同製作並揉合了金賢重撫慰人心的嗓音所孕育而生的原創音樂。

## 成績
- 6月6日推出數位單曲後即占據韓國熱門搜尋網站－Daum音樂單日綜合排名第二位[3]

## 活動紀錄
- 2013年6月8日韓國時間19:00於高麗大學化汀體育館舉行「2013 KHJ Show - Party People」歌迷見面會

## 發行歷史
| 發行日期     | 地區 | 發行商       | 形式         |
| ------------ | ---- | ------------ | ------------ |
| 2013年6月6日 |      | CJ E&M Music | 數位音源下載 |

## 外部連結
- 金賢重公司KEYEAST官網
- 金賢重個人韓國官方網站 （页面存档备份，存于）
- 金賢重官方YOUTUBE頻道 （页面存档备份，存于）
- Daum－나 살아있는 건 소개[永久]